# Matthias Braun
Matthias Braun, en checo: Matyáš Bernard Braun (Sautens cerca de Innsbruck, 24 de febrero de 1684 - Praga, 15 de febrero de 1738), fue un escultor activo en Bohemia, uno de los más notables del barroco tardío y rococó en la región. 

## Biografía
Matthias Braun era el quinto hijo de Jacob y Magdalena Neureut Braun. Hizo el aprendizaje en Salzburgo y en Italia, en las ciudades de Venecia, Bolonia y Roma, por lo que en su obra, la influencia italiana está muy presente y sobre todo la de Miguel Ángel, Gian Lorenzo Bernini y escultores de la escuela veneciana del siglo XVII.
Un poco antes de 1710, fue en una visita a Praga y poco después se instaló en Bohemia, donde encontró a la que sería su esposa y numerosos amigos. Su primer encargo fue un grupo escultórico para el Puente de Carlos, La Visión de Santa Lutgarda (1710) que fue inmediatamente admirado como una obra maestra. Obtuvo numerosos encargos para órdenes religiosas y la nobleza checo-alemana.
Alrededor de 1725, su taller ya contaba con seis empleados y tenía un ingreso diario de 900 florines. Sin embargo, enfermó de tuberculosis y no pudo soportar el trabajo de la talla de piedra, por lo que, simplemente, tuvo que limitarse a realizar bocetos, dibujos y supervisar el trabajo de sus asistentes y colaboradores. Padre de cinco hijos, ninguno se hizo cargo del taller al fallecer en 1738.

## Obras
Su obra más célebre es, sin duda, la serie alegórica de los vicios y las virtudes en el hospital de Kuks en Bohemia, encargo del conde František Antonín Špork. En el parque de dicho hospital también esculpió cuarenta grandes estatuas y otras figuras directamente en piedra arenisca.

### En Praga
- Palacio Černín
- Palacio Clam-Gallas de Praga (1719)
- Grupos estatuarios en el Puente de Carlos

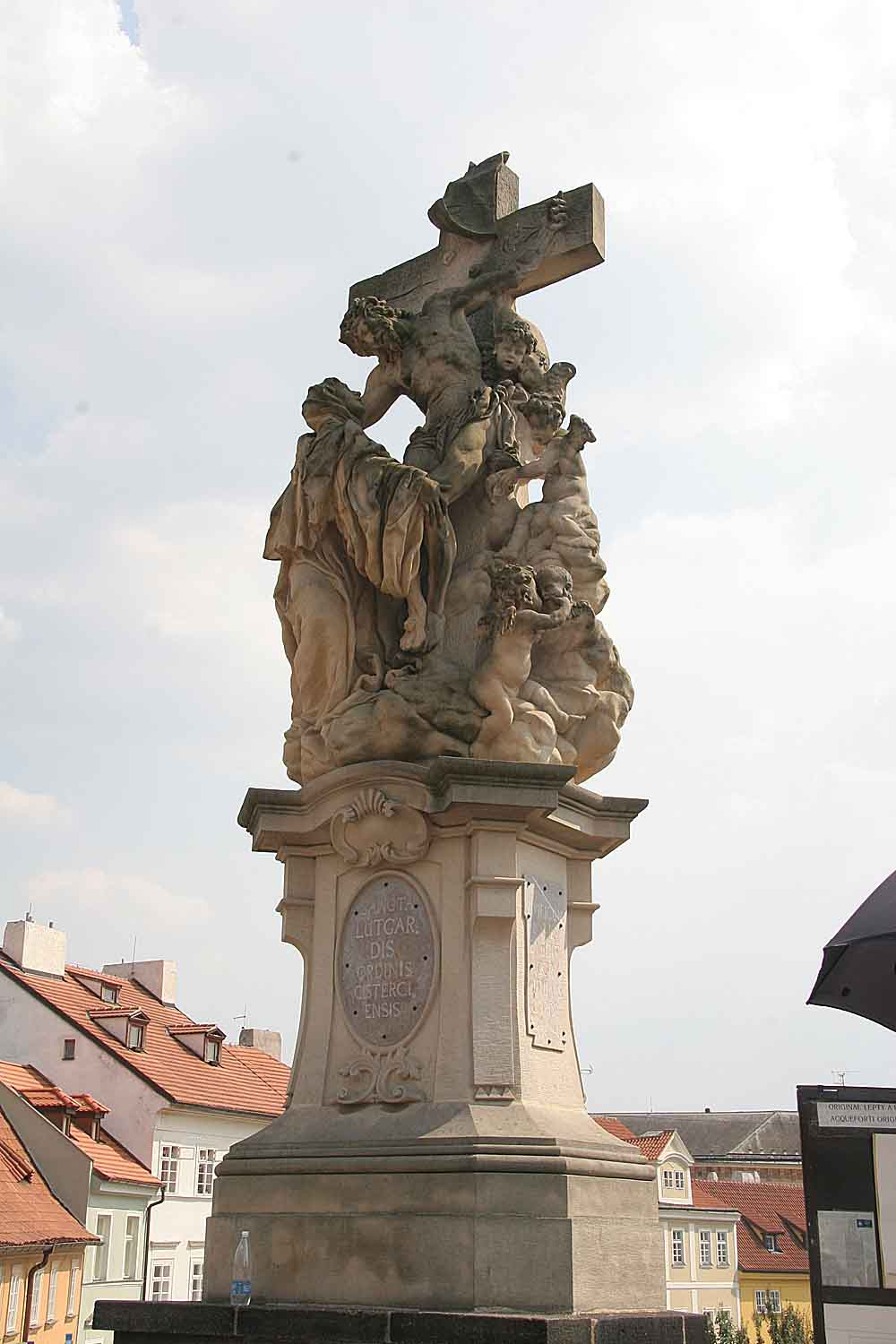
La Vision de santa Lutgarda
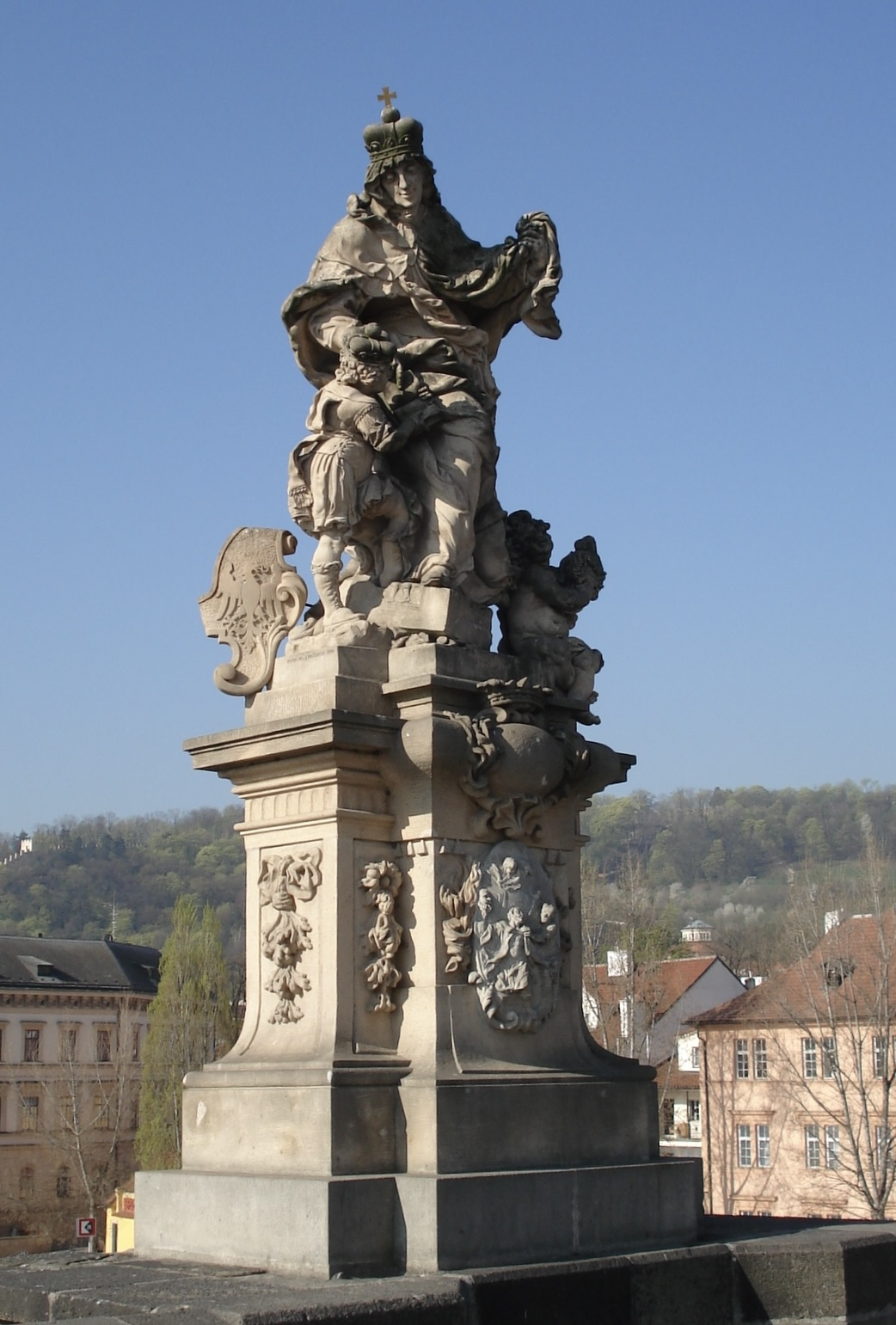
Santa Ludmila de Bohemia con San Wenceslao niño
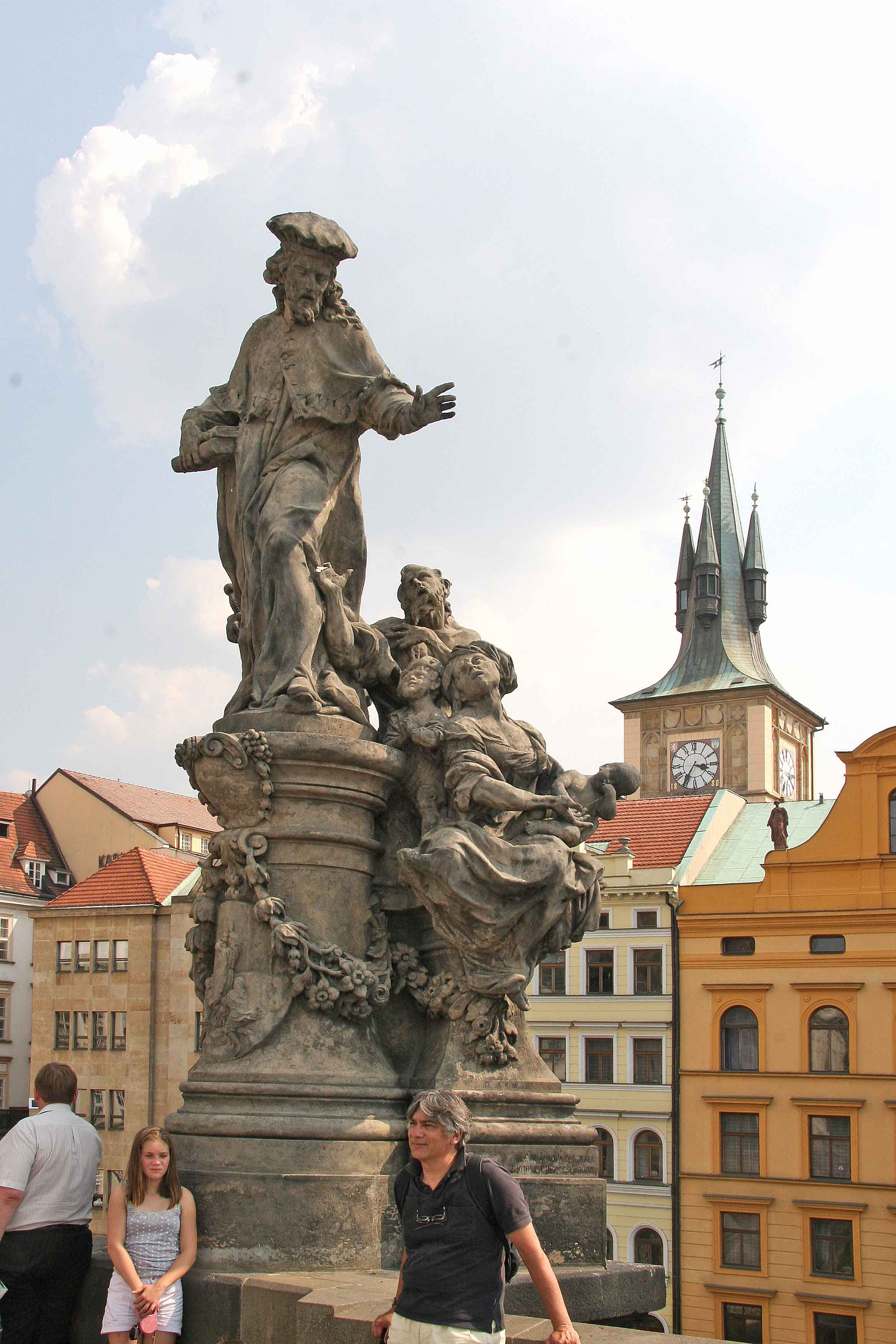
Saint Yves.

- Jardín Hartig
- Palacio Vrtbovský y jardín
- Jardín real del Castillo de Praga
- Casa Schönpflug
- Palacio Thun
- Palacio Thurn-Taxis
- Catedral de Saint-Guy de Praga: tumba del conde Šlik
- Iglesia de San Clemente en Clementinum
- Casa de los caballeros de la orden de Malta e iglesia adyacente de Santa María de las Cadenas.

### En Bohemia
- Hospital de Kuks
- Parque del castillo de Kuks
- Castillo de Duchcov
- Castillo de Konopiště

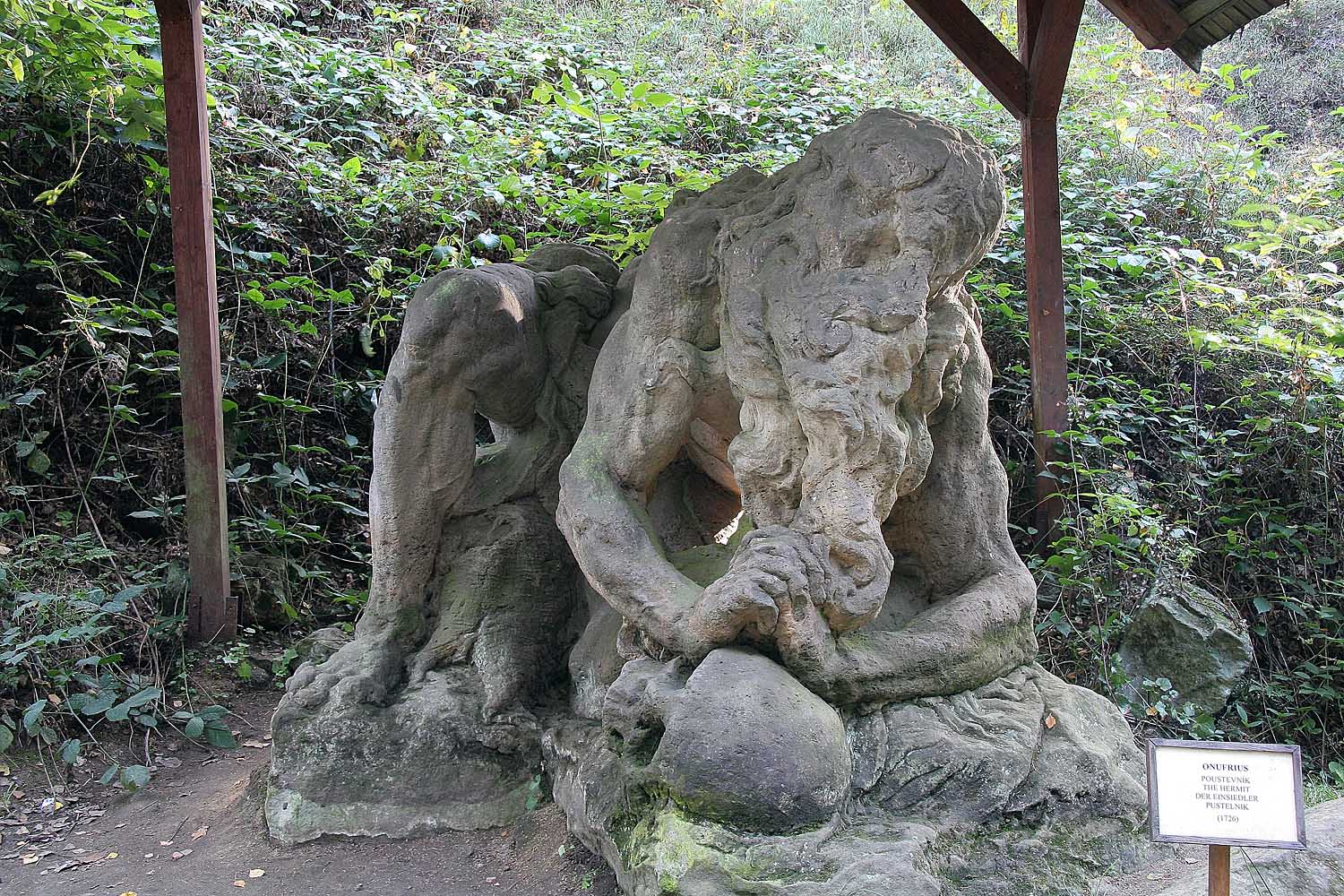
Onofrius en el parque del castillo de Kuks.

- Iglesia del Descubrimiento de la Santa Cruz en Litomyšl
- Iglesia Santiago el Mayor de Cítoliby
- Parque del castillo de Cítoliby
- Colonia trinitaria en Teplice